# Cà di Janzo
Cà di Janzo è una piccola frazione di Alagna Valsesia situata nella parte inferiore della Val Vogna, in alta Valsesia.

## Etimologia del nome
Il nome "Cà di Janzo", cosa che avviene anche con i nomi di altre frazioni della Val Vogna, deriva da un cognome di famiglia, in questo caso deriva dalla famiglia "Jenz" che in passato possedeva un casale in questa località: "Cà" è la forma contratta di casa mentre "di Janzo", come detto qui sopra, indica la famiglia da cui ha avuto origine la frazione. Esiste anche una forma italianizzata del toponimo ovvero "Cà di Ianzo".
Il toponimo di questo villaggio è cambiato, da un punto di vista amministrativo, nel corso del tempo come riportato da alcune fonti storiche:
- "Cadianzo", Visite Pastorali 1618.
- "Chasa di Janzo", estimo 1639.
- "Pagus Domus Janzi", Status Animarum 1676.
- "Cà di Janzo", Status Animarum 1708.
- "Casa Janzo", reg. Beneficio S.Antonio 1750.

## Storia
Cà di Janzo, come la restante alta Valle, ha origini antiche legate alla popolazione Walser e alla loro storia.
La frazione ha conosciuto nel 1800 una certa notorietà nell'ambito turistico grazie all'"Albergo Pensione Alpina" appartenuto alla famiglia Favro, oggi "Relais Regina". L'albergo è stato un importante punto di riferimento per l'escursionismo nella zona, offrendo ristoro ai turisti e pure un ufficio postale con corrispondenza due volte al giorno. Il 19 e il 25 settembre 1898 la Regina Margherita di Savoia pernottò presso l'albergo in seguito ad una delle sue visite ai luoghi di montagna che amava praticare.

## Geografia fisica
Cà di Janzo si trova all'ingresso della Val Vogna, alle pendici del Corno d'Otro, ad occidente della vicina località principale della zona Riva Valdobbia. Questo villaggio è costituito da un manipolo di case costruite nella tipica edilizia Walser ed è separato dalle vicine frazioni da due ruscelli, a ovest si trova Cà Piacentino e a est si trova Vogna Sotto.
Da questa frazione si diramano i principali sentieri escursionistici della zona, uno di questi porta a Cima Mutta (m. 2135), dalla quale si ha un'ottima panoramica del Monte Rosa. Un altro importante percorso escursionistico è la cosiddetta "Alta Via dei Walser" o "Giro delle frazioni alte"  che percorre tutte le frazioni di alta quota della vallata.
Da Cà di Janzo si può vedere nel fondo valle sullo sfondo il Corno Rosso.

## Infrastrutture e trasporti
L'antica mulattiera che percorreva la Val Vogna e connetteva Cà di Janzo alle vicine frazioni è stata sostituita dalla "Strada Comunale Alagna-Sant'Antonio" che parte da Riva Valdobbia diramandosi dalla strada statale.
A partire dalla frazione la strada comunale è sotto ZTL fino al fondo valle.